# Down Along the Cove
Down Along the Cove – piosenka napisana przez Boba Dylana, nagrana przez niego w 1967 r. i wydana na albumie John Wesley Harding (1967).

## Historia
Piosenka została nagrana na trzeciej i ostatniej sesji do albumu, 21 listopada, w Columbia Music Row Studios w Nashville w stanie Tennessee. Podczas tej sesji nagrano także „I’ll Be Your Baby Tonight”, „The Wicked Messenger” i „Dear Landlord”.

## Muzyka i tekst
Utwór ma charakter lekko jazzujący, a wyróżniającym się instrumentem jest pianino, na którym gra Dylan. Ozdobiona jest grą Pete’a Drake’a na gitarze stalowej. Kompozycja ta, zwłaszcza w warstwie tekstowej, jest pod mocnym wpływem bluesa, nawet z zachowaniem typowego powtórzenia pierwszych wersów każdej ze zwrotek.
Jest to prosta piosenka miłosna, jedna z dwu tego typu piosenek na albumie. Napisana została w tym samym czasie co „Visions of Johanna”, ale obie kompozycje są odmienne.
Razem z „I’ll Be Your Baby Tonight” utwór ten zamyka album, tym samym rozjaśniając nieco mroczny, mesjaniczny zbiór piosenek, równoważąc, być może, pesymistyczną, wymowę albumu.

## Muzycy
- Bob Dylan – gitara, harmonijka, wokal, pianino
- Charlie McCoy – gitara basowa
- Kenneth Buttrey – perkusja
- Pete Drake – gitara stalowa

## Dyskografia
- 1967: John Wesley Harding

## Wystąpienia koncertowe
Dylan rozpoczął wykonywać tę piosenkę dopiero w 1999 r. Sporadycznie wykonywał ją podczas koncertów do 2001 r. Utwór „Down Along the Cove” grał ponownie w 2003 r., jednak sporadycznie; wówczas muzyk nadawał kompozycji bardziej bluesowy charakter.

## Wersje innych wykonawców
- 1968: West – Bridges
- 1969: Georgie Fame – singiel
- 1970: Johnny Jenkins – Ton-Ton Macoute
- 1971: Larry McNeely – Larry McNeely
- 1972: Duane Allman – Anthology
- 1972: Coulson, Dean, McGuinness, Flint – Lo & Behold
- 1994: The Band – Across the Great Divide (Live at Watkins Glen, 1995)
- 1998: Bill Lyerly – Railroad Station Blues
- 1998: Steve Gibbons – The Dylan Project
- 2000: Hudson River Rats – Get It While You Can
- 2001: Jesse Ballard's Paradise island Band – Like a Rolling Thunder ’98
- 2001: Cliff Auniger – album różnych wykonawców It Ain’t Me Babe – Zimmerman Framed: The Songs of Bob Dylan
- 2002: Georgie Fame – album różnych wykonawców  Doin’ Dylan 2